# Berbak nationalpark
Berbak nationalpark är en nationalpark i Indonesien.  Den ligger i provinsen Bengkulu, i den västra delen av landet, 700 km nordväst om huvudstaden Jakarta.